# بدل‌پیما

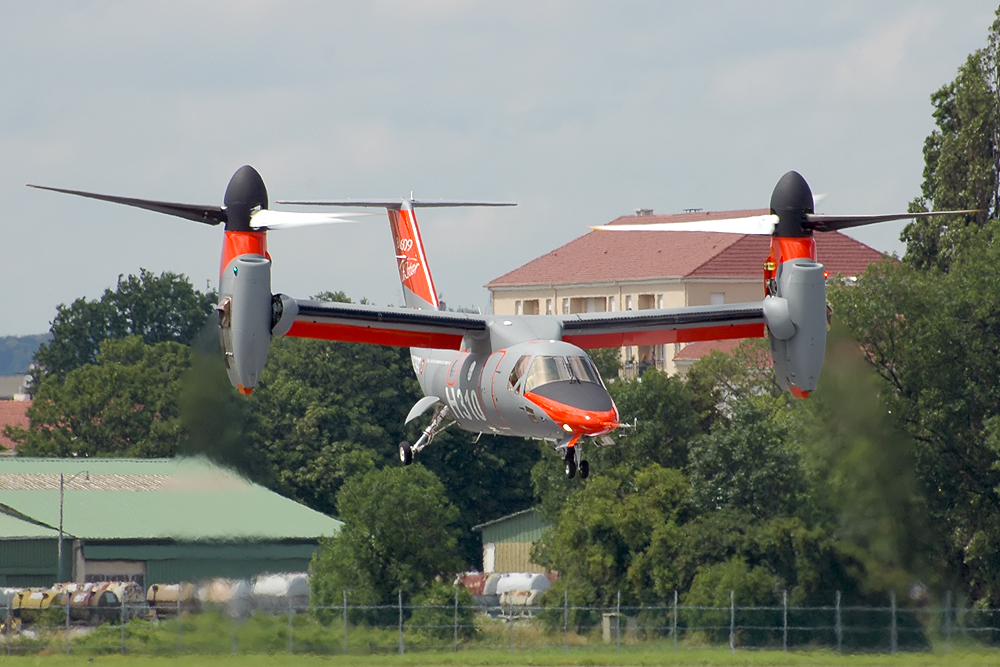

بَدَل‌پیما	(convertiplane)	هواگردی را می‌گویند که می‌تواند شیوه دریافت نیروی برآر خود را حین پرواز تغییر دهد.
به تعریف دقیق‌تر بدل‌پیما هواپویه‌ای است قادر به پرواز دستِ‌کم در دو حالت پروازی متمایز، یکی عمودی با اتکا به چرخانهٔ بالابر و دیگری روبه‌جلو با اتکا به بال.